# Lene Rantala
Lene Rantala (ur. 10 sierpnia 1968 w Kopenhadze) – duńska piłkarka ręczna, wielokrotna reprezentantka Danii. Dwukrotnie zdobyła złoty medal olimpijski w 1996 r. w Atlancie i w 2000 r. w Sydney. Jest również wielokrotną medalistką mistrzostw Świata i Europy. Występuje jako bramkarka. Od 1997 r. reprezentuje barwy norweskiego Larvik HK.

## Sukcesy
Mistrzostwa Europy:
- 1994:  mistrzostwo Europy; Niemcy
- 1996:  mistrzostwo Europy; Dania
- 1998:  wicemistrzostwo Europy; Holandia
- 2002:  mistrzostwo Europy; Dania

Mistrzostwa Świata:
- 1993:  wicemistrzostwo Świata; Norwegia
- 1995:  brązowy medal mistrzostw Świata; Austria/Węgry
- 1997:  mistrzostwo Świata; Niemcy

Igrzyska Olimpijskie:
- 1996:  mistrzostwo Olimpijskie; Atlanta
- 2000:  mistrzostwo Olimpijskie; Sydney